# Ernesto Ruiz
Ernesto Ruiz Jones (26 de diciembre de 1937-20 de junio de 2023) más conocido por su nombre artístico “El Tufo”, fue un humorista y comediante chileno.

## Carrera
Su carrera humorística se inicia en la década de los 70, contando chistes en el programa radial Fiesta en Corporación de Radio Corporación. En esa época crea al personaje del "indio pije", personaje con el cual grabó el disco Qué pasa en la ruca. Show de cumbias.
Durante sus actuaciones en el Bim bam bum nace su personaje más conocido "El tufo", un expresivo borracho de mejillas rosadas y sombrero negro que al beber decía la frase “Ay hombre, qué maravilla”.
Participó en diversos programas de televisión durante las décadas del 70 y 80 como Sábados gigantes y El festival de la una. Su éxito lo llevó a presentarse en el Festival de Viña 1987 siendo premiado con la antorcha de plata por el público.
Ruiz participó en el programa de televisión Coliseo romano de Mega.
Ernesto Ruiz falleció el 20 de junio de 2023, a los 85 años. Fue sepultado en el Cementerio General de Santiago.